# Circondari autonomi della Russia

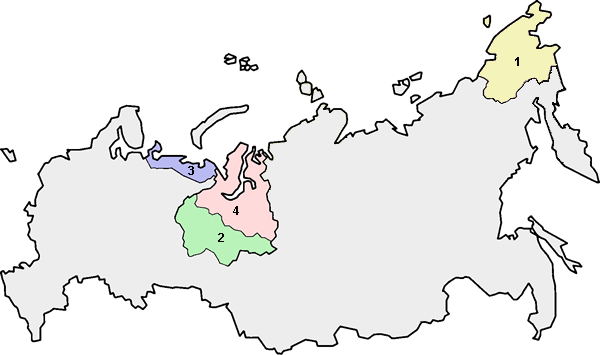
Circondari autonomi della Russia

I circondari autonomi della Russia (o anche okrug autonomi; in russo автономные округа?, avtonomnye okruga; al singolare автономный округ, avtonomnyj okrug) suddivisioni di primo livello, sono quattro soggetti federali autonomi della Federazione Russa. A partire dal 2014, la Russia ha quattro circondari autonomi sui suoi ottantacinque soggetti federali. Il circondario autonomo della Čukotka è l'unico okrug non subordinato a un'oblast'.

## Cronologia
Originariamente chiamati okrug nazionali, questo tipo di unità amministrativa fu creata negli anni '20 e ampiamente implementati nel 1930 per fornire autonomia alle popolazioni indigene del Nord. Nel 1977, la nuova Costituzione sovietica cambiò il termine "okrugs nazionali" in "okrugs autonomi" al fine di sottolineare che si trattava effettivamente di autonomie e non semplicemente di un altro tipo di divisione amministrativa e territoriale. Mentre la Costituzione del 1977 stabiliva che gli okrug autonomi erano subordinati alle oblast' e ai krai, questa clausola fu rivista il 15 dicembre 1990, quando venne specificato che gli okrug autonomi sono subordinati direttamente alla Repubblica Socialista Federativa Sovietica Russa, sebbene potessero ancora rimanere nella giurisdizione di un kraj o di un'oblast' a cui erano sottoposti in precedenza.

## Elenco
1. Circondario autonomo della Čukotka (Anadyr')
2. Circondario autonomo degli Chanty-Mansi-Jugra (Chanty-Mansijsk)
3. Circondario autonomo dei Nenec (Nar'jan-Mar)
4. Circondario autonomo Jamalo-Nenec (Salechard)

## Evoluzione storica
Al momento della separazione della Russia dall'Unione Sovietica esistevano 10 circondari autonomi. Molti di essi hanno poi mutato il loro status.
- Circondario autonomo di Aga Buriazia, adesso circondario di Aga Buriazia all'interno del territorio della Transbajkalia
- Circondario autonomo di Čukotka, ha mantenuto lo status di soggetto federale e non è in alcun modo soggetto ad altri territori
- Circondario autonomo degli Evenchi, adesso circondario degli Evenchi all'interno del territorio di Krasnojarsk
- Circondario autonomo dei Chanty-Mansi, ha mantenuto lo status di soggetto federale all'interno dell'oblast' di Tjumen'
- Circondario autonomo dei Komi-Permiacchi, adesso circondario dei Komi-Permiacchi all'interno del territorio di Perm'
- Circondario autonomo dei Coriacchi, adesso circondario dei Coriacchi all'interno del territorio della Kamčatka
- Circondario autonomo dei Nenec, ha mantenuto lo status di soggetto federale all'interno dell'oblast' di Arcangelo
- Circondario autonomo del Tajmyr, adesso circondario del Tajmyr all'interno del territorio di Krasnojarsk
- Circondario autonomo buriato di Ust-Orda, adesso circondario autonomo buriato di Ust'-Orda all'interno dell'oblast' di Irkutsk
- Circondario autonomo Jamalo-Nenec, ha mantenuto lo status di soggetto federale all'interno dell'oblast' di Tjumen'